# Apollo 5
Apollo 5 (22. ledna 1968 – 23. ledna 1968) byl nepilotovaný let programu Apollo.

## Cíle letu
Rok po tragické smrti kosmonautů na Apollu 1 před jeho startem z rampy 34 na Mysu Canaveral byla odtud vyslána loď bez kosmonautů na oběžnou dráhu Země s cílem otestovat 10400 kg těžký lunární modul LM-1, vyrobený americkou firmou Grumman. Během testu se měly vyzkoušet motory obou stupňů měsíční sekce v prostředí vesmírného vakua. Start byl proveden pomocí rakety Saturn IB, která měla být původně použita pro Apollo 1. Odklad letu až na leden 1968 byl způsoben vynucenými přestavbami podle požadavků vyšetřovací komise i projevujícími se drobnými závadami během odpočítávání. Modul byl identický s verzí plánovanou pro použití při letu na Měsíc, chyběly mu pouze pro tento zkušební let nepotřebné podpěrné nohy.

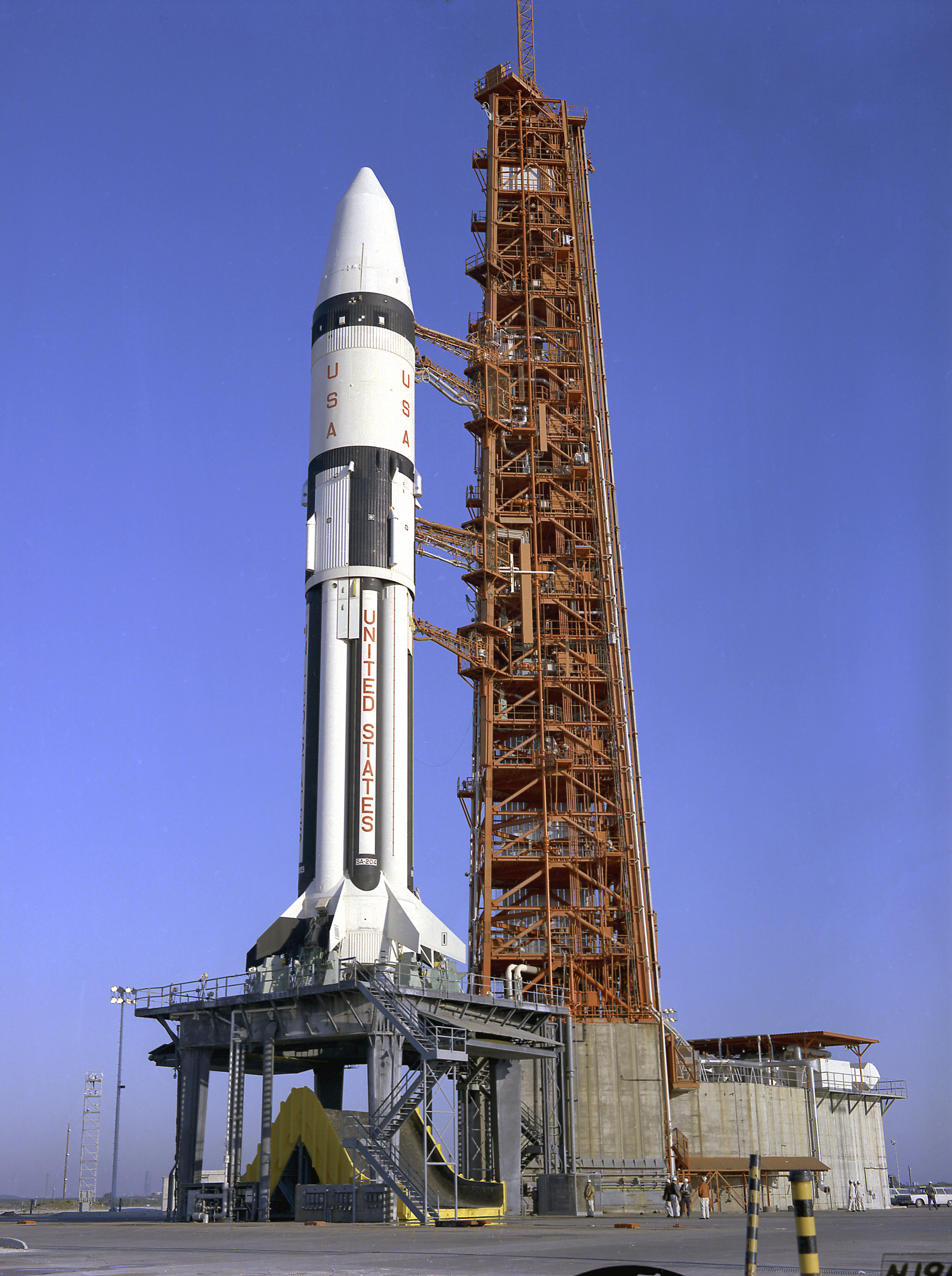
Apollo 5 na startovací rampě

## Vlastní let
Raketa Saturn IB SA-204 odstartovala i s lodí a LM (LM — Lunar Module = měsíční modul ) v pondělí 22. ledna 1968 navečer z Eastern Test Range. Po postupném odhození obou stupňů nosné rakety se Apollo dostalo na oběžnou dráhu 161-120 km nad povrchem Země. Z australské stanice Canberra se na pokyn aktivoval adaptér modulu SLA, odpojil se třetí nosný stupeň rakety (zanikne po třech letech), také kuželový kryt nahrazující velitelskou a pomocnou sekci a LM letěl samostatně. Tím byl program letu naplněn a NASA prohlásila, že LM již nepotřebuje zkoušet v bezpilotním letu podruhé (ušetří se tak jedna raketa). Apollo 5 i odděleně letící LM po úspěšné zkoušce druhý den zanikly v atmosféře. Přistání žádné části tohoto Apolla na Zemi nebylo plánováno.